# Institute for New Economic Thinking
Pour les articles homonymes, voir INET.
L'Institute for New Economic Thinking (ou INET) est un think tank fondé en avril 2010 à la suite de la crise financière qui a débuté en 2007 et qui a pour ambition de former les futurs leaders économiques mondiaux pour relever les défis du XXIe siècle.

## Conseil scientifique
Le conseil scientifique du think tank compte notamment Joseph Stiglitz (prix Nobel 2001), James Mirrlees (prix Nobel 1996), Amartya Sen (prix Nobel 1998), James Heckman (prix Nobel 2000), George Akerlof (prix Nobel 2001) et Michael Spence (prix Nobel 2001). 

## Financement
L'INET est une fondation financée par George Soros, Jim Balsillie (ancien patron de Blackberry) et William H. Janeway (en).

## Activités
L'INET organise depuis 2010 une conférence annuelle. L'INET finance aussi des programmes au sein des universités comme l'INET Oxford à l'Oxford Martin School (en)

## Conférences annuelles
- 2010 : King's College, Cambridge, Royaume-Uni[3]
- 2012 : Berlin
- 2013 : Hong Kong[4]
- 2015 : Liberté, Égalité, Fragilité : New Economic Thinking, Paris, 8-11 avril